# 電裝
電裝公司（日语：株式会社デンソー，東證1部：6902），是世界第二大的汽車零部件供應商，總公司位於以愛知縣為中心的中京工業地帶。

## 概要
電裝起先是豐田汽車內部的電氣零件部門（電裝部），在1949年分割為子公司「日本電裝株式会社」，截至2023年，公司已成長為在30多個國家設有據點的跨國集團，全球擁有約17萬名員工，銷售額約為6兆日元。在汽車零部件行業，僅次於德國博世、日本第一，位居世界第二。豐田（Toyota）目前持有日本電裝（Denso）25%股份，在2023年財富世界500强中排名第303名。台灣分公司為位在桃園市楊梅區的台灣電綜股份有限公司；因「台灣電裝」已被註冊過，故命名為「台灣電綜」，日文發音皆為デンソー（Denso）。
現今社會廣泛使用的QR碼為電裝在1994年所發明，當時是為了改良一般條碼的資訊承載量不足，減輕該公司員工在龐雜汽車零件管理的負擔。
全球晶圓代工龍頭台灣積體電路製造2021年11月宣布，將攜手索尼半導體製造在日本熊本縣興建一座採用22/28奈米（nm）製程的晶圓廠，隨後電裝宣佈入股。同月16日，台積電、索尼、電裝發布聯合新聞稿宣布，電裝將對台積電設立於日本熊本縣的晶圓代工服務子公司日本先進半導體製造出資約3.5億美元（約400億日圓），持有10％的股權。

## 主要產品
- 汽車空調系统
- 汽車點火系统（如銥合金火星塞）、發動機點火控制系统
- 發動機燃油喷射系统
- 機械手臂

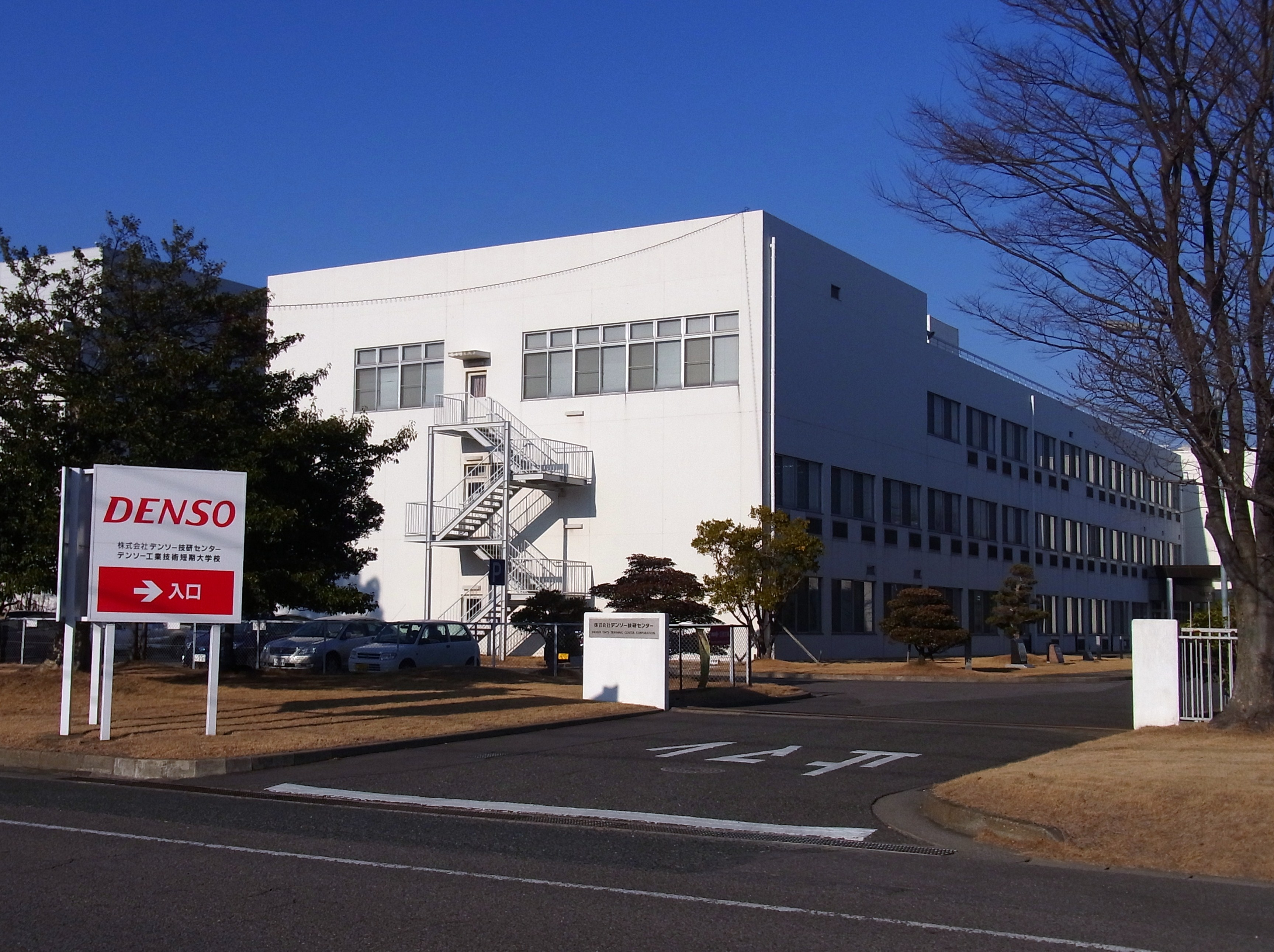
電裝短期工業大學
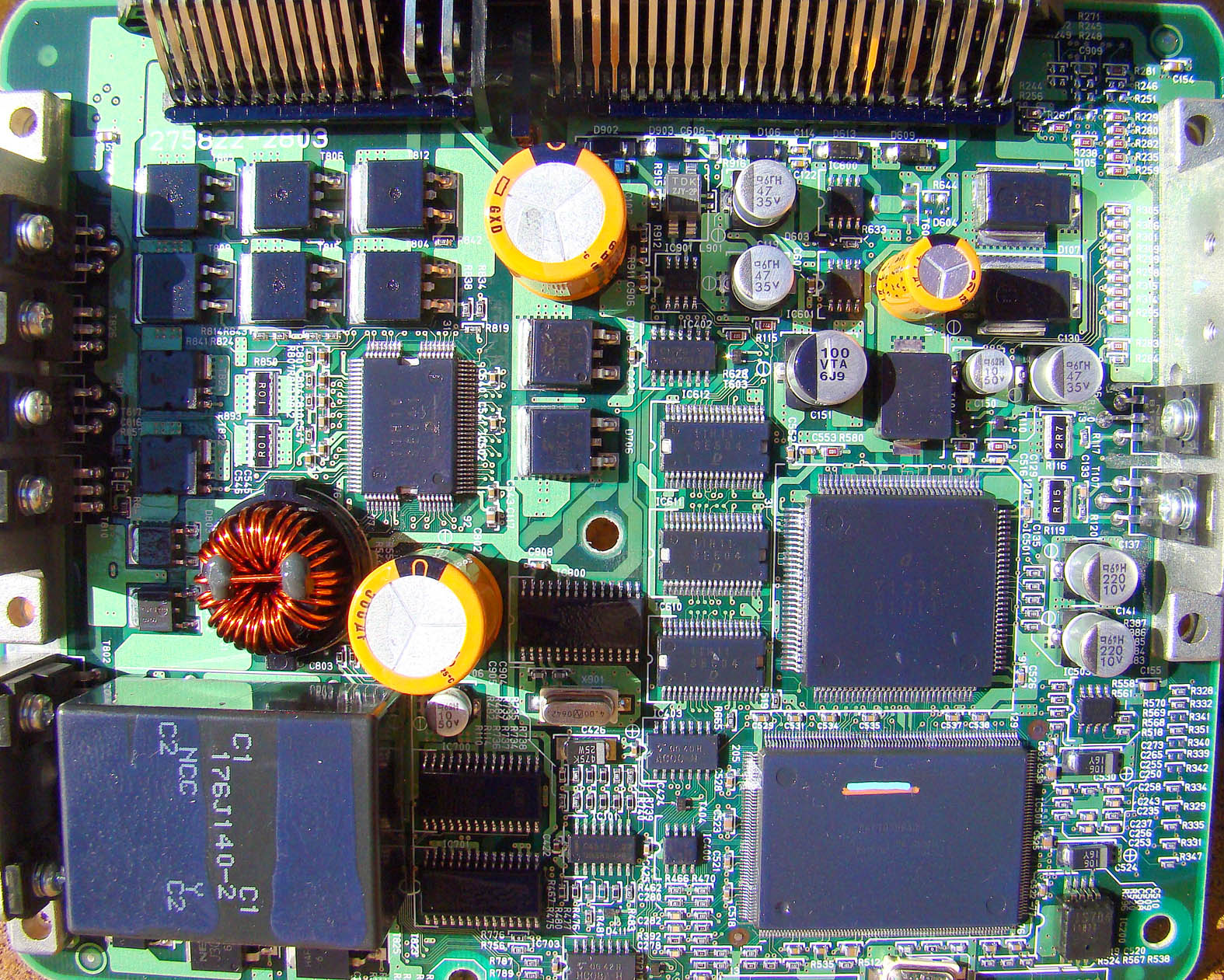
電裝SH2柴油引擎電路板

## 相關人物
- 原昌宏：工程師，1980年進入公司任職，1994年發明QR碼
- 東野圭吾：作家，1981年進入公司任職，1986年離職以專心寫作
- 鈴木俊宏：企業家，1983年入公司任職，1994年離職，現為鈴木汽車社長。
- 中村彰正：天文觀測家，筑波大學畢業後入公司任職，1992年離職在愛媛縣久萬高原町的久萬高原天文館任職，觀測到多顆小行星，其中「10850 Denso」以電裝公司命名。

## 外部連結
- 官方網站 （页面存档备份，存于）